# Ludovia bierhorstii
Ludovia bierhorstii är en enhjärtbladig växtart som beskrevs av Gerrit Parmile Wilder. Ludovia bierhorstii ingår i släktet Ludovia och familjen Cyclanthaceae. Inga underarter finns listade.